# Thomas Jung (Ruderer)
Thomas Jung (* 9. Januar 1969 in Berlin) ist ein ehemaliger deutscher Ruderer, der 1989 und 1990 Weltmeister im Zweier ohne Steuermann war.
Thomas Jung ruderte bis 1990 für den SC Dynamo Berlin und dann bis 1992 für den SC Berlin. Jung war 1986 Juniorenweltmeister im Vierer mit Steuermann, 1987 gewann er zusammen mit Falk Wojciechowski den Junioren-Titel im Zweier ohne Steuermann. 1988 belegten Jung und Wojciechowski den dritten Platz bei den DDR-Meisterschaften. Ab 1989 ruderte Jung zusammen mit Uwe Kellner, die beiden gewannen 1989 und 1990 sowohl bei den DDR-Meisterschaften als auch bei den Ruder-Weltmeisterschaften. Bei den Ruder-Weltmeisterschaften 1990 gehörten Jung und Kellner zu der Mannschaft, die beim letzten internationalen Auftritt als DDR-Nationalmannschaft noch einmal den ersten Platz im Medaillenspiegel belegen konnte.
Nach der Wende traten Jung und Kellner 1991 bei den Deutschen Meisterschaften an und belegten nur den zweiten Platz hinter den Westfalen Jürgen Hecht und Wolfgang Klapheck. 1992 gewann Thomas Jung zusammen mit Heino Zeidler und Steuermann Axel Beutelmann den Titel im Zweier mit Steuermann bei den Deutschen Rudermeisterschaften, allerdings in Abwesenheit des Rostocker Bootes, das bei den Olympischen Spielen 1992 den vierten Platz belegte.
Nach einer mehrjährigen Pause kehrte der 2,05 m große Jung 1997 zurück auf die Regattastrecken. Bei den deutschen Meisterschaften 1997 belegte der mittlerweile für die Rudergemeinschaft Rotation Berlin antretende Jung den dritten Platz mit dem Achter. 1998 gewann Jung den deutschen Meistertitel im Achter und erkämpfte hinter dem US-Boot die Silbermedaille bei den Weltmeisterschaften in Köln. 1999 ruderte Jung im Achter noch einmal auf den dritten Platz bei den deutschen Meisterschaften.
Jung wurde 1998 der Georg von Opel-Preis in der Kategorie „Besondere Kämpfer“ verliehen.
Derzeit (Stand 2017) ist Jung als Landestrainer beim Nordrhein-Westfälischen Ruderverband beschäftigt.